# Liste der Wappen der kreisfreien Städte in Niedersachsen
Diese Liste zeigt die in der Wikipedia verfügbaren Wappen der kreisfreien Städte Niedersachsens und ihrer Ortsteile. Das Land Niedersachsen ist in 37 Landkreise, 8 kreisfreie Städte und einen Kommunalverband besonderer Art unterteilt.

## Kreisfreie Städte
| Kreisfreie Stadt | Wappen | Kommentare |
| ---------------- | ------ | --- |
| Braunschweig     |        | Dieses Stadtwappen ist seit mindestens 1366/1367 bekannt und wurde von König Albrecht II. im Wappenbrief von 1438 bestätigt: „Die Stadt führt als Wappen im silbernen Schilde einen steigenden links (heraldisch rechts) gewendeten roten Löwen mit weißen Zähnen, roter Zunge und schwarzen Krallen. Die Schildbreite verhält sich zur Schildhöhe wie 6:7. Für die heraldische Gestaltung des Wappens ist der Wappenbrief vom 15. Oktober 1438 maßgebend.“ |
| Delmenhorst      |        | Wappenführung seit 1442, in der derzeitgen Form verliehen durch den Großherzog von Oldenburg am 4. Februar 1913 : „Das Wappen der Gemeinde zeigt einen roten Burgturm mit blauem Kegeldach auf einem goldenen Wappenschild, der von mehreren blauen Wellenlinien in der Mitte durchzogen ist.“ |
| Emden            |        | Verliehen durch König Maximilian I. 1495: „Über blauen Wellen eine rote Zinnenmauer; darüber in Schwarz wachsend ein golden gekrönter goldener Jungfrauenadler.“ |
| Oldenburg (Oldb) |        | Wappen geht auf Siegelführung seit dem 14. Jahrhundert zurück, genehmigt in der heutigen Form 1927: „In Gold eine rote Zinnenmauer bekrönt von drei goldbeknauften blau bedachten Spitztürmen, der mittlere breiter und höher; im blau umrandeten schwarzen Tor ein gelehnter goldener Schild mit zwei roten Balken.“ |
| Osnabrück        |        | Wappen geht auf Siegelführung seit dem 13. Jahrhundert zurück: „Das Stadtwappen ist ein schwarzes, sechsspeichiges, stehendes Rad auf silbernem Grund.“ |
| Salzgitter       |        | Genehmigt durch den Niedersächsischen Minister des Innern am 24. Januar 1951: „In Rot über silberner Zinnenmauer mit erhöhtem Giebel, wachsend ein silberner Hochofen, begleitet von zwei goldenen Ähren. Die Mauer ist belegt mit einem grünen Schild mit goldener Spitze. Oben in Grün zwei silberne Salzhaken, unten in Gold schwarze Schlägel und Eisen.“ |
| Wilhelmshaven    |        | Genehmigt mit Zustimmung der britischen Militärregierung durch den Niedersächsischen Minister des Innern am 18. November 1948: „In Gold ein laufender rothaariger Krieger in natürlichen Farben, mit Haar, Rundschild, Lanzenende und Füßen den Schildrand berührend, in rotem Schoßwams, Beinkleid und Schuhen, mit goldgegurtetem und -pariertem rotem Schwert in roter Scheide, in der ausgestreckten Linken ein kleiner roter Rundschild, darin ein kreuzweise von vier goldenen Kreuzchen begleiteter goldener Kreis, in der leicht nach unten geführten Rechten eine auf den oberen Rundschildrand erhobene rote friesische Lanze.“ |
| Wolfsburg        |        | Angenommen von der Stadtvertretung am 23. März 1950, genehmigt durch den Niedersächsischen Minister des Innern am 23. Mai 1950: „In Rot über grünem, mit drei silbernen Wellenbalken belegtem Schildfuß, eine zweitürmige silberne Burg, auf deren Zinnenmauer über geschlossenem Tor ein goldener, blaubezungter, widersehender Wolf nach rechts schreitet.“ |

## Ortsteile und historische Wappen

### Braunschweig
Weichbilde
Die fünf ehemaligen Weichbilde, aus denen sich die Stadt Braunschweig durch Zusammenschluss bildete, hatten neben einer eigenen Verfassung und einer Selbstverwaltung eigenständige Wappen, die eine Löwendarstellung enthielten. Diese Wappen traten nahezu gleichzeitig nach der Reformationszeit im 16. Jahrhundert in Erscheinung. Sie sind allesamt am Hagenmarkt auf dem Heinrichsbrunnen, am Sockel der Statue Heinrichs des Löwen und am Rathaus zu sehen. Allerdings fehlt dort das Wappen der Altstadt, da es während des Zweiten Weltkriegs bei den Luftangriffen auf Braunschweig beschädigt wurde.
| Weichbild | Wappen | Kommentare |
| --------- | ------ | --- |
| Altstadt  |        | Im Wappen der Altstadt ist ein roter Löwe im weißen oder silbernen Schild zu sehen, es ist in Form und Ausführung nahezu identisch mit dem Stadtwappen Braunschweigs. |
| Neustadt  |        | Das Wappen der Neustadt weicht vom Altstadt-Wappen nur unwesentlich ab, es zeigt zusätzlich einen silbernen Anker im Schulterbereich des Löwen. Dies geht auf die besondere Funktion der Neustadt zurück, da die Neustadt als Warenumschlagplatz für Schiffsladungen diente. Der Schiffsverkehr hatte im 13. Jahrhundert eine große wirtschaftliche Bedeutung für die Stadt Braunschweig, die zu den Hansestädten zählte. Die Schiffe fuhren von Bremen über die Weser, die Aller und die Oker bis in den Harz. Bereits die Struncksche Chronik erwähnt, „man habe zu Wasser bis nach Bremen fahren können“. |
| Altewiek  |        | Das Wappen des Weichbildes Altewiek zeigt einen herschauenden Löwenkopf mit leicht geöffnetem Maul. Diese Darstellung taucht bereits 1445 im „Großen Brief“ auf einem der Siegel dieses Vertrages auf, und zwar im Siegel der „Lakenmacher der oldenwick“. Ein solches Wappen befand sich am Altewiekrathaus, das 1759 abgerissen wurde. |
| Hagen     |        | Hier zeigt das Wappen anstelle eines Ankers ein silbernes Speichenrad auf der Schulter des Löwen. Es handelt sich hierbei um ein Richtrad, das mit Messern besetzt ist, und steht als Zeichen für das Martyrium der heiligen Katharina, die als Schutzpatronin des Weichbildes Hagen gilt. Die Windfahne des Turmes der Katharinenkirche zeigt ebenfalls ein solches Rad neben dem Löwen. Ein weiteres dieser Wappen findet sich heute in der restaurierten Ostfassade des Gewandhauses, ursprünglich zierte es die Hagenmarktapotheke.                                                                      |
| Sack      |        | Das Wappen des jüngsten Weichbildes zeigt einen roten Burglöwen mit Sockel auf einem weißen Schild. Schon ein frühes Siegel von 1339 zeigte die beiden herzoglichen Löwen, waagerecht übereinander schreitend. Die Bewohner dieses Bezirks waren überwiegend Bedienstete des Burgbezirks, die ihrem Landesherrn treu ergeben waren. Daher wählten sie später den Burglöwen zu ihrem Wappensymbol aus. |

Heutige Stadtteile und Stadtbezirke

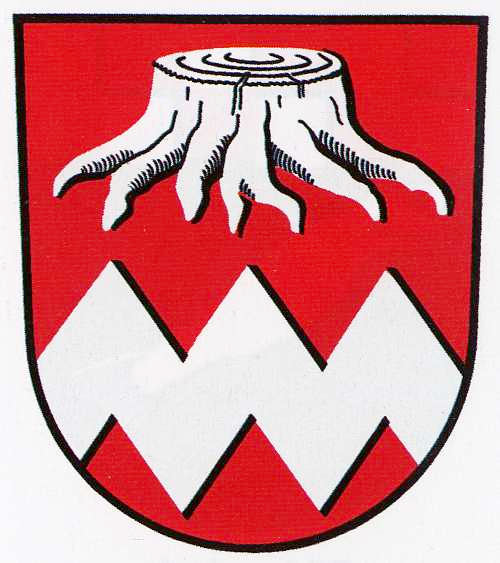
Bevenrode
Bienrode
Broitzem
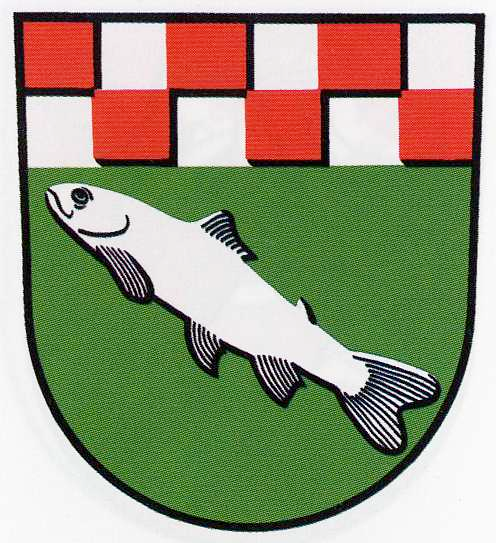
Dibbesdorf
Geitelde
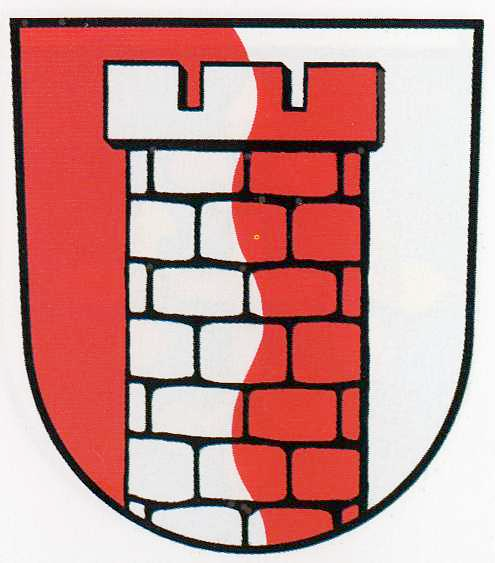
Gliesmarode
Harxbüttel
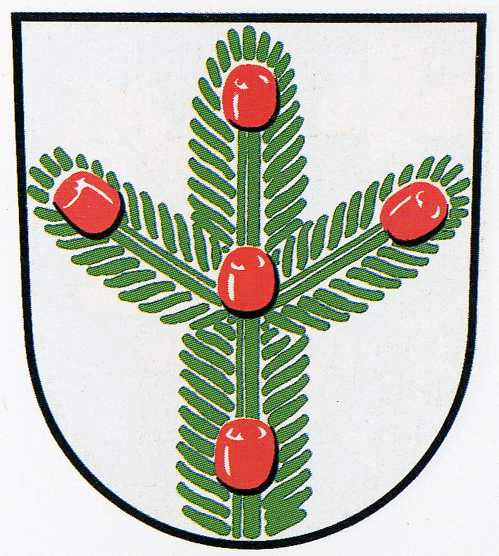
Heidberg
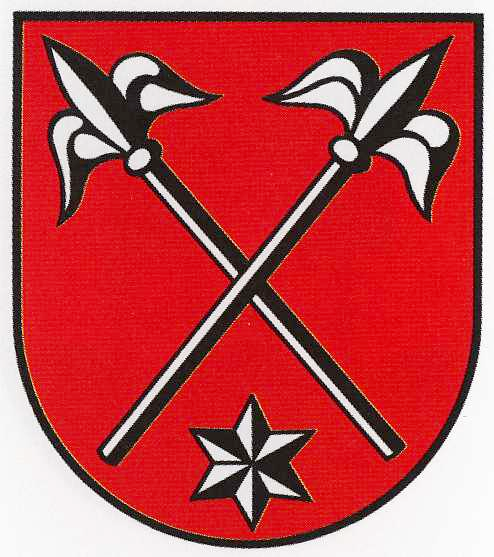
Hondelage
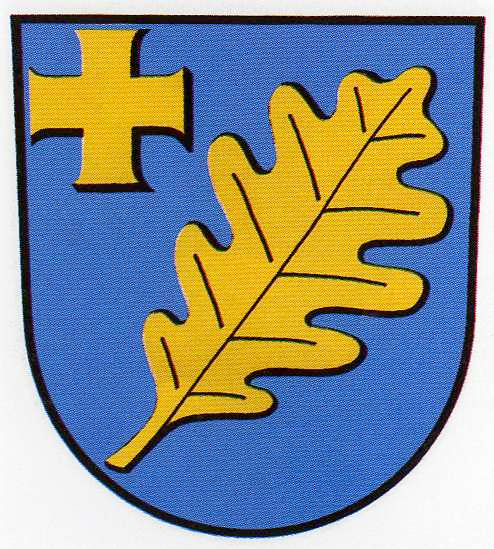
Lamme
Lehndorf
Leiferde
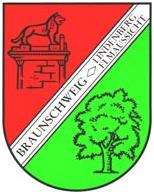
Lindenberg
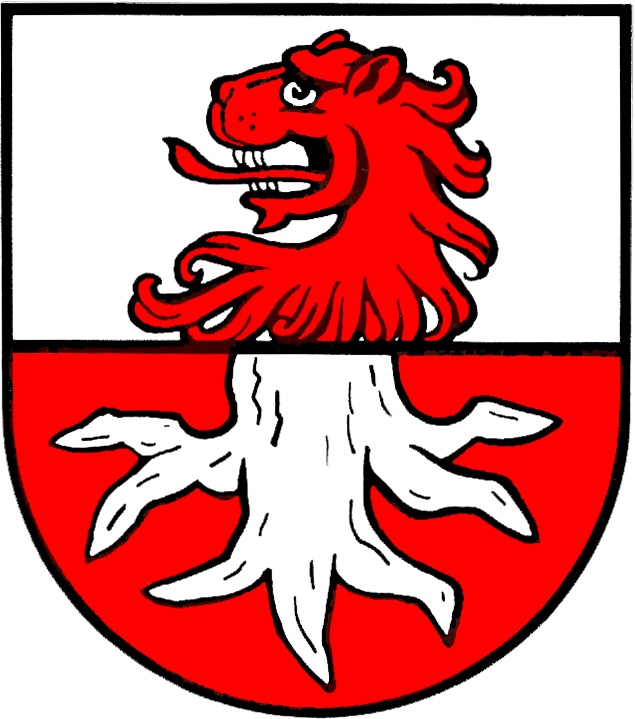
Mascherode
Melverode
Ölper
Querum
Rautheim
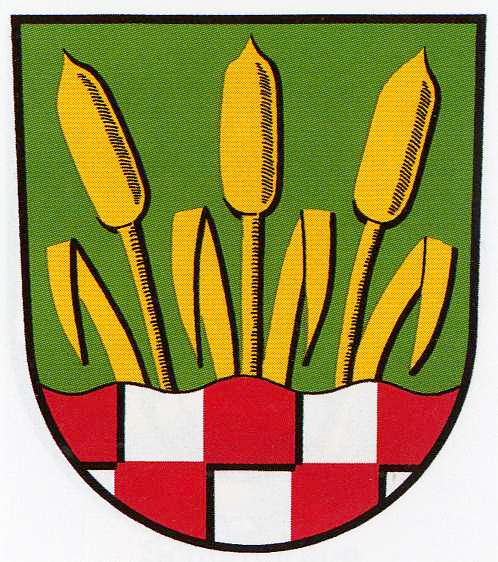
Riddagshausen
Rühme
Rüningen
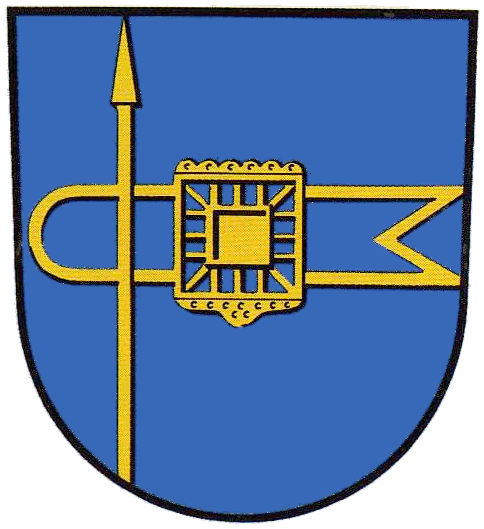
Schapen
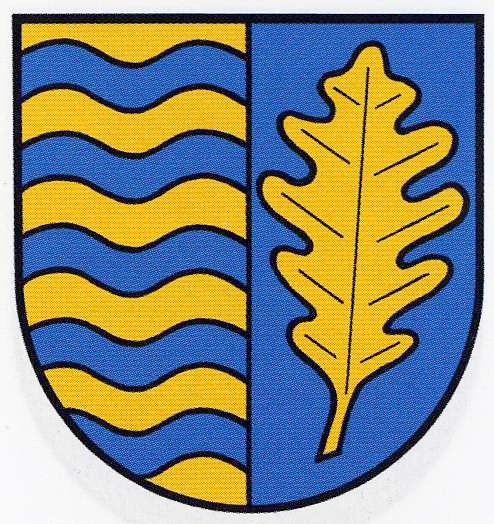
Schunteraue
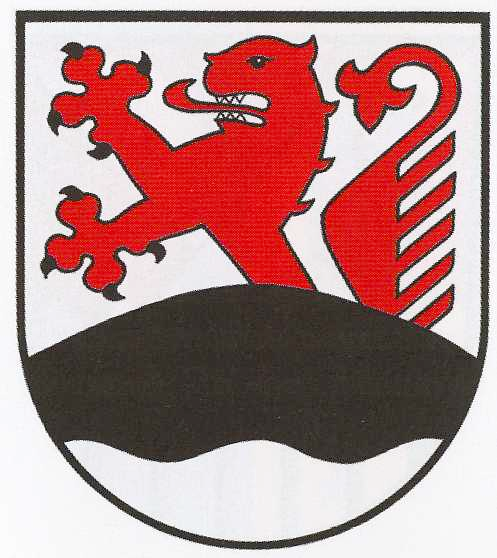
Schwarzer Berg
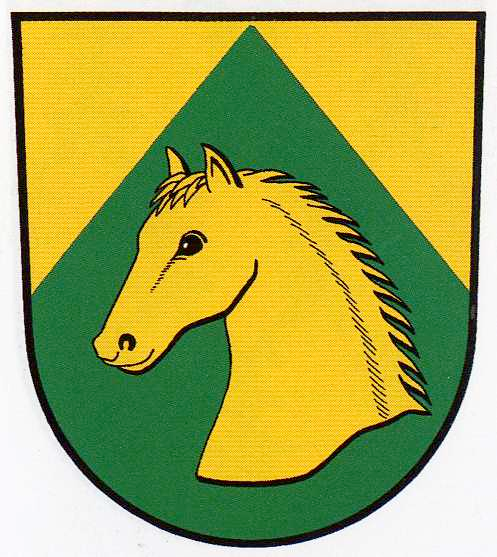
Stiddien
Stöckheim
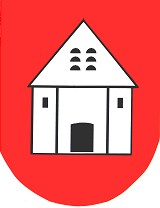
Südstadt
Thune
Timmerlah
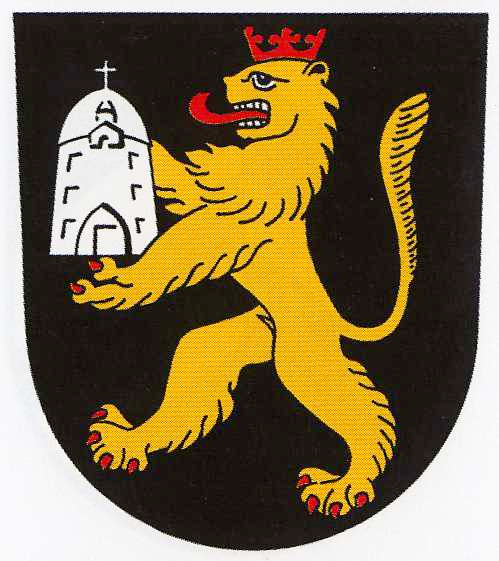
Veltenhof
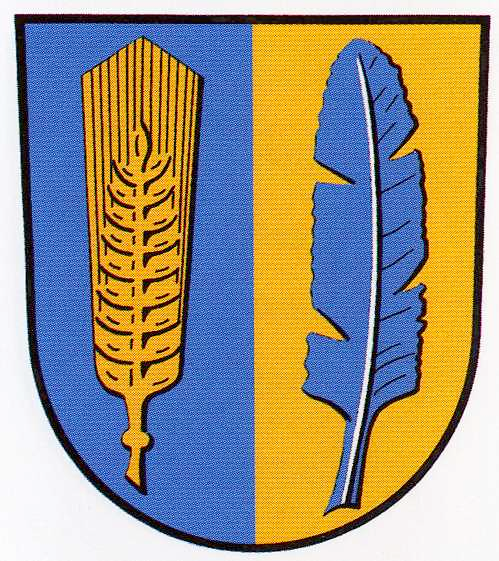
Völkenrode
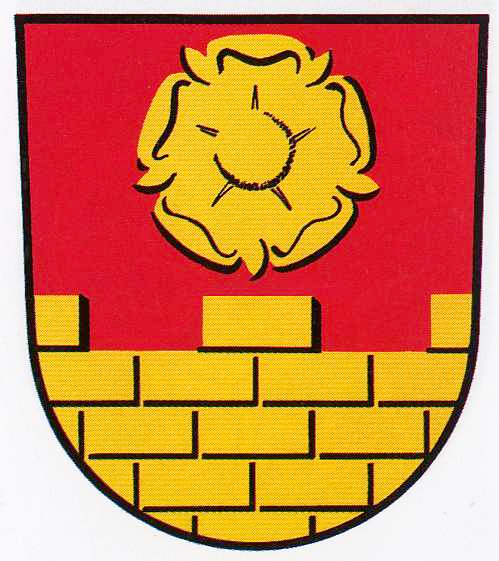
Volkmarode
Waggum
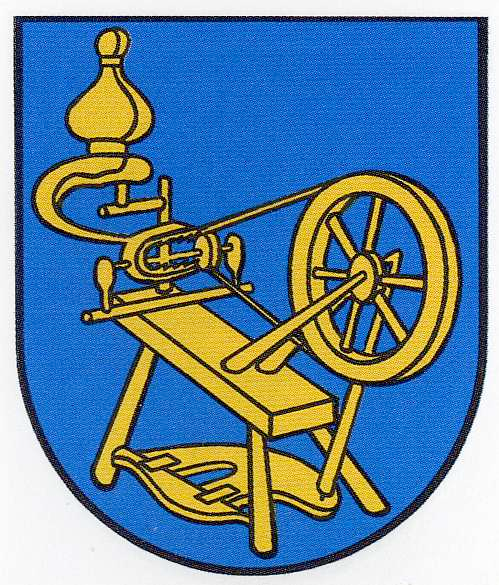
Watenbüttel
Wenden
Weststadt

### Delmenhorst
| Stadt oder Gemeinde | Wappen | Kommentare                                                                                             |
| ------------------- | ------ | --- |
| Gemeinde Hasbergen  |        | Genehmigt ????: „…“ Die Gemeinde Hasbergen wurde am 1. Mai 1974 in die Stadt Delmenhorst eingemeindet. |

### Emden
| Stadt oder Gemeinde      | Wappen | Kommentare |
| ------------------------ | ------ | --- |
| Gemeinde Logumer Vorwerk |        | Genehmigt ????: „…“ Logumer Vorwerk wurde am 1. Juli 1972 in die Stadt Emden eingegliedert. |
| Gemeinde Twixlum         |        | Genehmigt ????: „In Blau eine beide Schildränder berührende silberne Flussschleife in der Form eines gestürzten Omegas, in der Schleifenöffnung eine goldene Windmühle.“ Twixlum wurde am 1. Juli 1972 in die Stadt Emden eingegliedert.                     |
| Gemeinde Wybelsum        |        | Genehmigt ????: „In Blau auf einem grünen Dreiberg, der mit einem goldenen dreiblättrigen Kleeblatt belegt ist, ein silberner Turm mit zurückgesetztem goldenem Obergeschoss.“ Die Gemeinde Wybelsum wurde am 1. Juli 1972 in die Stadt Emden eingegliedert. |

### Salzgitter

Salzgitter-Bad (Details)
Barum (Details)
Beddingen (Details)
Beinum (Details)
Bleckenstedt (Details)
Bruchmachtersen (Details)
Calbecht (Details)
Drütte (Details)
Engelnstedt (Details)
Engerode (Details)
Flachstöckheim (Details)
Gebhardshagen (Details)
Gitter (Details)
Groß Mahner (Details)
Hallendorf (Details)
Heerte (Details)
Hohenrode (Details)
Immendorf (Details)
Lebenstedt (Details)
Lesse (Details)
Lichtenberg (Details)
Lobmachtersen (Details)
Ohlendorf (Details)
Osterlinde (Details)
Reppner (Details)
Ringelheim (Details)
Salder (Details)
Sauingen (Details)
Thiede (Details)
Üfingen  (Details)
Watenstedt (Details)

### Wilhelmshaven
| Stadt oder Gemeinde           | Wappen | Kommentare |
| ----------------------------- | ------ | --- |
| Stadt Wilhelmshaven 1892–1937 |        | Genehmigt durch den König von Preußen am 28. Juli 1892: „In Blau ein goldener Anker, zwei goldene, schräg gekreuzte, gestürzte Schwerter überdeckend; mit einem silbernen Herzschild, darin ein schwarzer gekrönter Adler, in den Fängen ein Zepter und einen Reichsadler haltend. Auf dem oberen Schildrand eine goldene Mauerkrone mit drei Zinnentürmen und einem geschlossenen Tor.“ Die bis dahin preußische Stadt Wilhelmshaven wurde zum 1. April 1937 mit der Stadt Rüstringen zur neuen, nunmehr oldenburgischen Stadt Wilhelmshaven vereinigt. |
| Stadt Wilhelmshaven 1939–1946 |        | Genehmigt 1939: „Gespalten von Blau und Silber; vorne ein aufgerichtestes Schwert, hinten fünf Wellenbalken, in verwechselten Farben.“ Das aus der Zeit des Nationalsozialismus stammende Wappen wurde 1946 von der britischen Militärregierung verboten. |
| Stadt Rüstringen              |        | Genehmigt am 3. Juli 1911: „…“ Die am 1. Mai 1911 aus den drei oldenburgischen Gemeinden Bant, Heppens und Neuende neugebildete Stadt Rüstringen wurden zum 1. April 1937 mit der bisher preußischen Stadt Wilhelmshaven zur neuen, nunmehr oldenburgischen Stadt Wilhelmshaven vereinigt. |
| Gemeinde Sengwarden           |        | Genehmigt durch Präsidenten des Verwaltungsbezirks Oldenburg am 11. November 1951: „In Gold ein rotbewehrter und -gezungter Löwe.“ Die Gemeinde Sengwarden wurde am 1. Juli 1972 in die kreisfreie Stadt Wilhelmshaven eingegliedert. |

### Wolfsburg

Almke
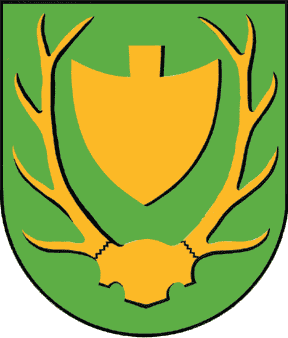
Barnstorf
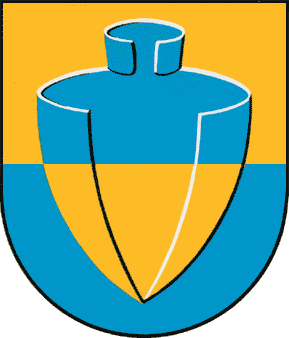
Brackstedt
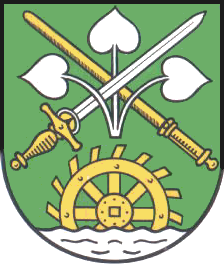
Ehmen (Details)
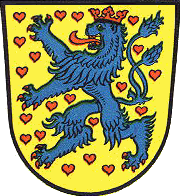
Fallersleben
Hattorf
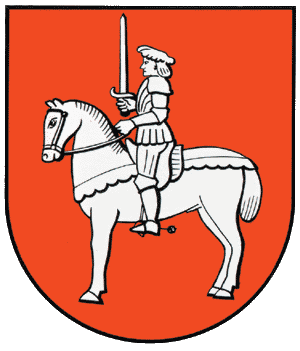
Hehlingen
Heiligendorf
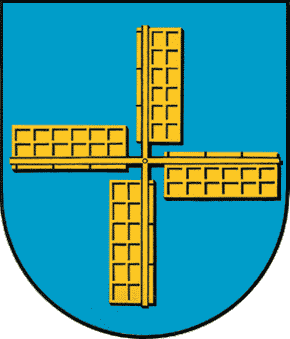
Kästorf (Details)
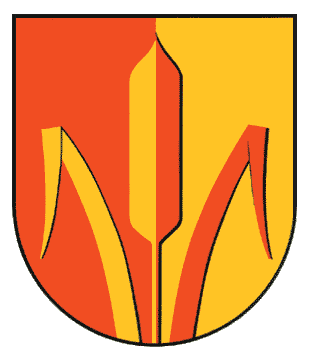
Mörse (Details)
Neindorf
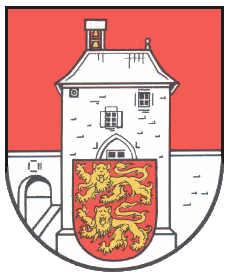
Neuhaus (Details)
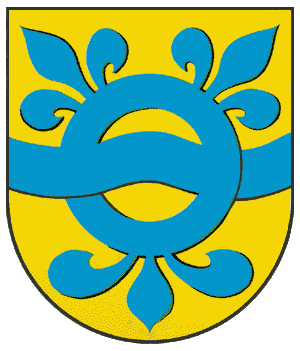
Nordsteimke
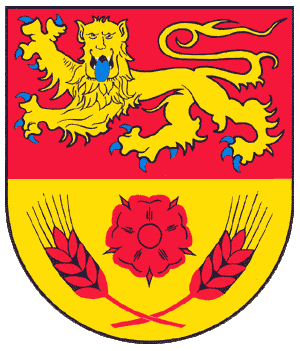
Reislingen (Details)
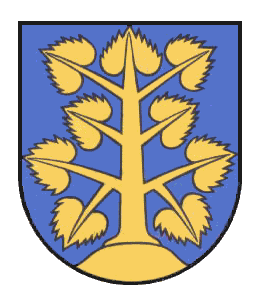
Sandkamp (Details)
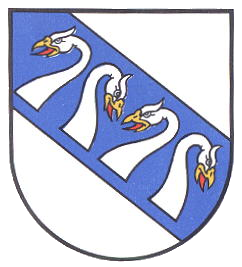
Sülfeld (Details)
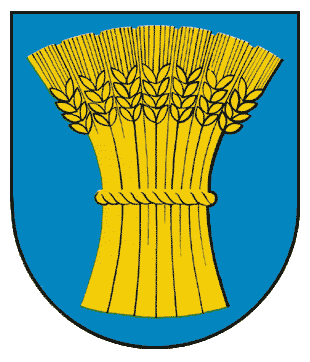
Velstove (Details)
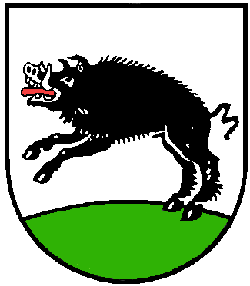
Vorsfelde (Details)
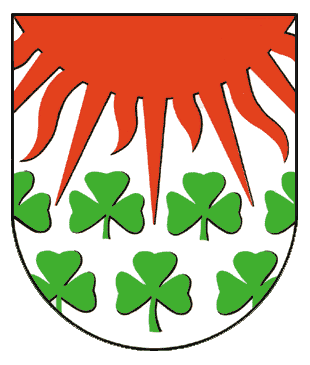
Warmenau (Details)
Wendschott (Details)